# Barão de Seisal
Barão de Seisal é um título nobiliárquico criado por D. Maria II de Portugal, por Decreto de 30 de Março de 1843, em favor de José Maurício Correia Henriques, depois 1.º Visconde de Seisal e 1.º Conde de Seisal.
Titulares
1. José Maurício Correia Henriques, 1.º Barão, 1.º Visconde e 1.º Conde de Seisal.